# Vloeipapier (opzuigen)

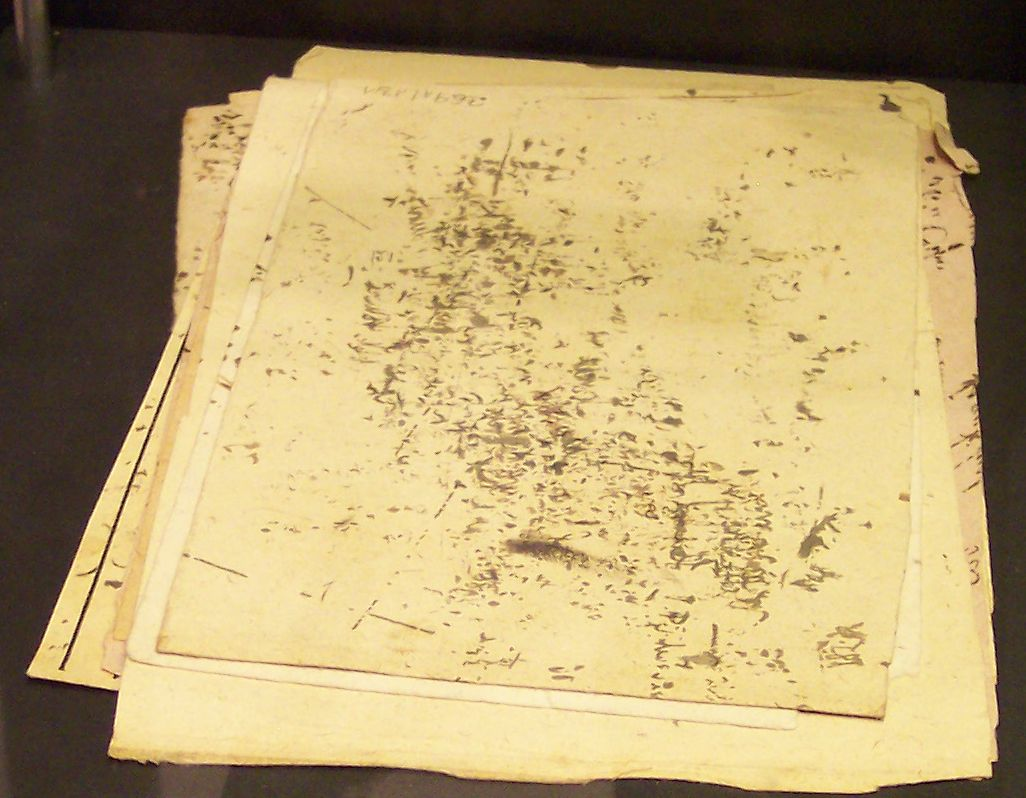
Gebruikt vloeipapier

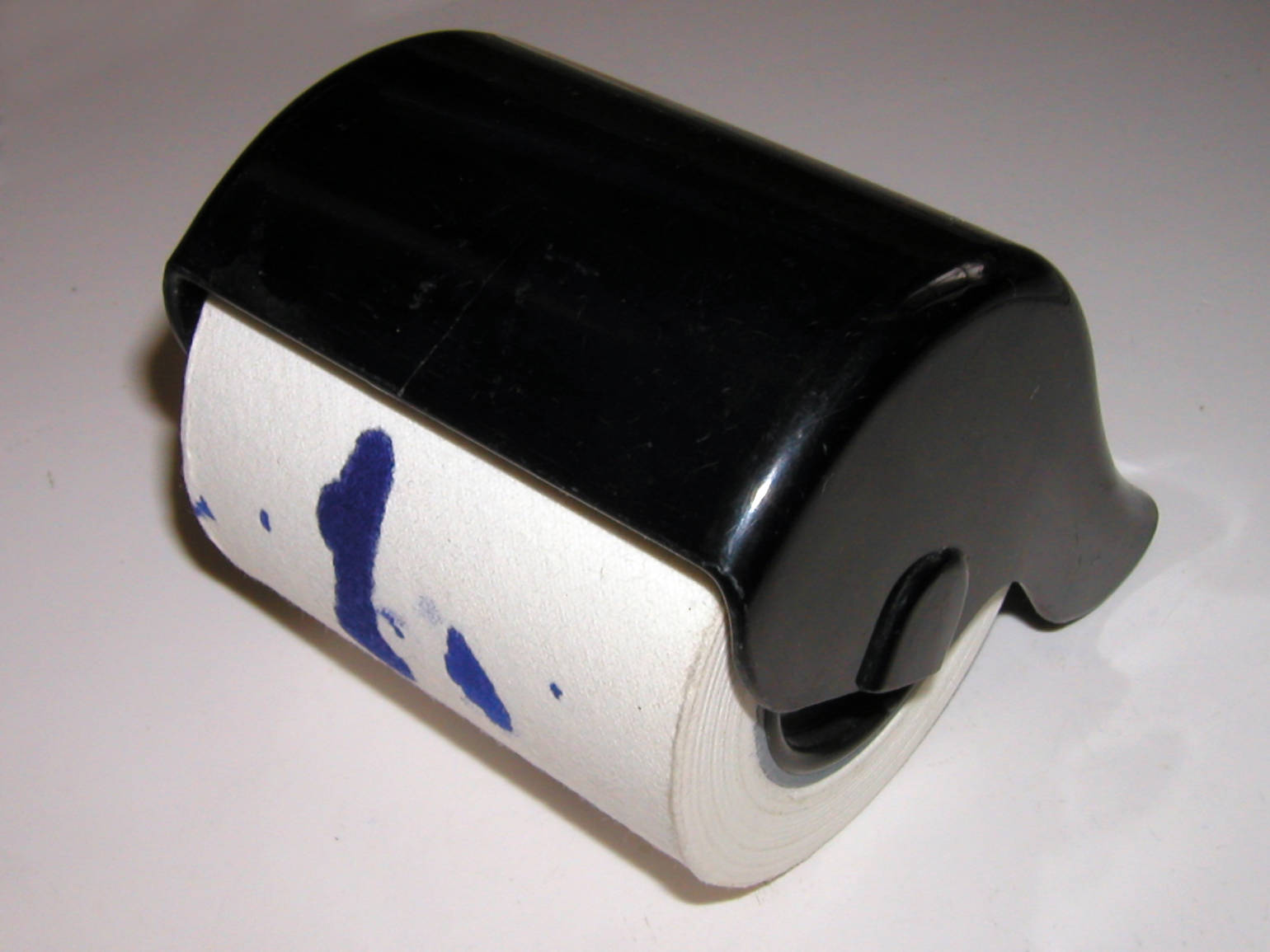
Een rol vloeipapier

Vloeipapier is een papiersoort met zeer hoog absorptievermogen.
De vinding van vloeipapier is een serendipiteit, het werd per vergissing ontwikkeld, toen een papierfabrikant in een partij papierdeeg vergat lijm toe te voegen. Vóór de uitvinding van het vloeipapier, werd een vel papier dat met inkt beschreven was, gedroogd door er zand overheen te strooien, waarbij het zand de laatste niet-opgedroogde inkt absorbeerde en de brief kon worden gemanipuleerd, zonder risico op vegen.
De uitvinding van het vloeipapier verving het zand volledig voor deze toepassing. De introductie van de balpen en later de PC hebben het vloeipapier volledig uit de scholen en de kantoorwereld verdreven. Enkel resten nog de industriële- en laboratoriumtoepassingen van dit papier.